# Pandemia de COVID-19 na Armênia
Este artigo documenta os impactos da pandemia de coronavírus de 2020 na Armênia e pode não incluir todas as principais respostas e medidas contemporâneas.

## Linha do tempo
Em 1º de março, o primeiro caso de infecção pelo coronavírus foi confirmado na Armênia. Nikol Pashinyan, primeiro-ministro do país, confirmou a informação em seu perfil do Facebook.
Em 16 de março, o governo declarou estado de emergência até 14 de abril a fim de prevenir a transmissão do vírus. As medidas de emergência incluem o fechamento de instituições educacionais, bloqueio de fronteiras com a Geórgia e Irã, bloqueio de encontros com mais de 20 pessoas e o adiamento do referendo constitucional de 2020.
Em 18 de março, além de 799 pessoas em isolamento, havia 444 pessoas em quarentena, reunidas no Golden Palace Hotel de Salcazor e no Colégio Militar Monte Melkonian de Dilijã.
Em 21 de março, o ministro da Saúde da Armênia, Arsen Torosyan, disse que tem mais de 600 pessoas em quarentena em diferentes regiões da Armênia. Ele acrescentou que a capacidade da Armênia de colocar pessoas em quarentena está chegando ao limite e que as pessoas já devem recorrer ao autoisolamento como medida preventiva. Dos casos confirmados, 133 foram relacionados aos grupos de casos de Valarsapate e uma fábrica de costura em Yerevan.
Em 24 de março, existem 235 casos confirmados. 26 pacientes têm pneumonia , 6 dos quais estão em terapia intensiva , embora não sejam intubados (não com respiradores artificiais ) e estejam sob supervisão constante.
Na quinta-feira, 26 de março, o Ministério da Saúde da Armênia anunciou a primeira morte do país por COVID-19. O paciente era um cidadão armênio de 72 anos de idade, com várias condições preexistentes.

### Abril 2020
Em 1 de abril de 2020, a Armênia registrou sua quarta morte.
Em 6 de abril de 2020, o primeiro-ministro armênio Nikol Pashinyan anunciou que a Armênia começaria a produzir testes COVID-19 no Instituto de Biologia Molecular.

Em 7 de abril de 2020, o primeiro caso de COVID-19 foi relatado na República de Artsaque não reconhecida. A pessoa retornou da Armênia à vila de Mirique, na província de Caxatal, a 39 quilômetros de Berzor e a 89 quilômetros de Estepanaquerte e foi levada de ambulância ao centro médico de Caxatal na manhã de 2 de abril. Todas as 17 pessoas que entraram em contato com essa pessoa, nenhuma delas com sintomas, se autoisolaram antecipadamente por motivos de segurança.